# Coppa Spengler 1991
La 65ª Edizione della Coppa Spengler si è svolta dal 26 al 31 dicembre 1991. Questa edizione è stata vinta dalla squadra russa del CSKA Mosca battendo in finale il HC Lugano. È stato il primo torneo vinto dalla squadra russa di maggior successo e il terzo successo del torneo di un club di Mosca, dopo il successo dello Spartak Mosca nelle due edizioni precedenti. Il padrone di casa, HC Davos, come nell'edizione dell'anno prima non ha preso parte al torneo ed è stata rappresentata da parte svizzera del HC Lugano.

## Partecipanti
|                     | Squadra        |        |
| ------------------- | -------------- | ------ |
| Canada (bandiera)   | Canada         | Roster |
| Russia (bandiera)   | CSKA Mosca     | Roster |
| Svizzera (bandiera) | HC Lugano      | Roster |
| Svezia (bandiera)   | Malmö IF       | Roster |
| Germania (bandiera) | Mannheimer ERC | Roster |

## Qualificazione

### Classifica
| Pos. | Squadra        | PG | V | S | GF | GS | Pts. |
| ---- | -------------- | -- | - | - | -- | -- | ---- |
| 1.   | CSKA Mosca     | 4  | 3 | 1 | 25 | 10 | 6    |
| 2.   | HC Lugano      | 4  | 3 | 1 | 18 | 11 | 6    |
| 3.   | Team Canada    | 4  | 3 | 1 | 18 | 21 | 6    |
| 4.   | Malmö IF       | 4  | 1 | 3 | 17 | 21 | 2    |
| 5.   | Mannheimer ERC | 4  | 0 | 4 | 11 | 26 | 0    |

LEGENDA:

PG=Partite Giocate, V=Vinte, S=Perse, GF=Gol Fatti, GS=Gol Subiti, Pt=Punti

### Risultati
| 26 dicembre 1991 | HC Lugano | 6 – 0 (1-0, 2-0, 3-0) | Mannheimer ERC |  |

| 26 dicembre 1991 | Malmö IF | 5 – 7 (1-2, 2-3, 2-2) | Team Canada |  |

| 27 dicembre 1991 | CSKA Mosca | 9 – 1 (2-0, 2-0, 5-1) | Team Canada |  |

| 27 dicembre 1991 | HC Lugano | 5 – 4 (DS) (2-2, 1-1, 1-1, 1-0) | Malmö IF |  |

| 28 dicembre 1991 | Malmö IF | 2 – 5 (0-1, 1-2, 1-2) | CSKA Mosca |  |

| 28 dicembre 1991 | Mannheimer ERC | 5 – 7 (2-2, 2-2, 1-3) | Team Canada |  |

| 29 dicembre 1991 | Team Canada | 3 – 2 (1-1, 1-0, 1-1) | HC Lugano |  |

| 29 dicembre 1991 | CSKA Mosca | 7 – 2 (3-1, 1-1, 3-0) | Mannheimer ERC |  |

| 30 dicembre 1991 | Malmö IF | 6 – 4 (1-3, 4-0, 1-1) | Mannheimer ERC |  |

| 30 dicembre 1991 | HC Lugano | 5 – 4 (DR) (3-1, 1-1, 0-2, 0-0, 1-0) | CSKA Mosca |  |

## Finale
| 31 dicembre 1991 | CSKA Mosca | 5 – 2 (1-0, 4-1, 0-1) | HC Lugano |  |

## All-Star Team
| Portiere: | Geoff Sarjeant (Team Canada)                                                         |
| Difesa:   | Peter Andersson (Malmö IF) – Igor Kravchuk (CSKA Mosca)                              |
| Attacco:  | Paul Lawiess (Team Canada) – Fredi Lüthi (HC Lugano) – Andrei Kovalenko (CSKA Mosca) |